# ФК Колуин Бей
ФК Колуин Бей (на английски: Colwyn Bay Football Club; на уелски: на английски: Clwb Pêl-Droed Bae Colwyn, Клуб Пеел-дройд Бей Колуин) е уелски футболен клуб, базиран в град Оулд Колуин. Играе мачовете си на стадион „Ланъли Роуд“ в град Оулд Колуин с капацитет от 2 500 места.
Прави дебютния си сезон във Висшата лига през настоящия сезон 2023/24.

## Предишни имена
| Години      | Име                                              |
| ----------- | ------------------------------------------------ |
| 1881 – 1907 | „Колуин Бей ФК“ C.P.D. Bae Colwyn                |
| 1907 - 1919 | „Колуин Бей Юнайтед ФК“ C.P.D. Unedig Bae Colwyn |
| 1919 -      | „Колуин Бей ФК“ C.P.D. Bae Colwyn                |

## Успехи
- Купа на Уелс:
  - 1/2 финалист (4): 1929/30, 1982/83, 1991/92, 2021/22
- Къмри Норд: (2 ниво)
  -  Шампион (1): 2022/23
- Купа на Къмри Норд:
  -  Носител (1): 2022/23
- Северна Премиър лийг:
  -  Шампион (1): 1991/92
- Купа на Северна Премиър лийг:
  -  Носител (1): 1991/92
- Купа на Северозападна Премиър лийг:
  -  Носител (1): 1988/89
- FAW Трофи:
  -  Носител (2): 1990/91
  -  Финалист (3): 1950/51
- Лига на Уелс Север:
  -  Шампион (4): 1964/65, 1980/81, 1982/83, 1983/84
- Комбинация на Северен Уелс футбол:
  -  Шампион (1): 1930/31
- Купа на Националата лига на Уелс:
  -  Носител (1): 1927/28
- Купа на предизвикателството на Северно Уелското крайбрежие:
  -  Носител (10): 1930/31, 1960/61 (shared), 1981/82, 1982/83, 1983/84, 1991/92, 1995/96, 1997/98, 1999/2000, 2010/11
- Купа Алвес:
  -  Носител (1): 1963/64
- Купа Кууксън:
  -  Носител (5): 1973/74, 1979/80, 1980/81, 1981/82, 1983/84
- Купа Барит:
  -  Носител (2): 1979/80, 1983/84